# Cicurina pampa
Cicurina pampa là một loài nhện trong họ Dictynidae.
Loài này thuộc chi Cicurina. Cicurina pampa được Ralph Vary Chamberlin & Wilton Ivie miêu tả năm 1940.